# Rhodobryum roseum
Rhodobryum roseum, comúnmente conocida como musgo rosa, es una especie de musgo de la subclase Bryidae y la familia Bryaceae, que se encuentra en la mayor parte del mundo en bosques o lugares cubiertos de hierba. Rara vez forma esporofitos y casos de esporas, y se reproduce principalmente de forma vegetativa por estolones, tallos horizontales que se arraigan en los nodos, dando como resultado poblaciones de plantas que son estériles o solo hembras.
Esta especie forma rosetones característicos de hojas en los extremos de los tallos secundarios, que a su vez crecen a partir de un tallo primario ondulado y trepador. La roseta de unas 18-22 hojas se asemeja algo a una pequeña rosa verde. Los márgenes de las hojas están revueltos y finamente dentados hacia la punta de la hoja, que termina en un corto punto de mucronato. La nervadura de la hoja es prominente. Las hojas que crecen en el tallo primario son pequeñas y semejantes a escamas, mientras que las hojas basales en los tallos secundarios también son muy pequeñas. Crece en pastizales cortos en bosques abiertos, ocasionalmente en bosques, brezales, dunas de arena y pastizales de tiza, y en salientes de rocas y troncos de árboles.
Esta es una especie medicinal útil. Los extractos como el ácido ursólico, los flavonoides y los alcaloides se han utilizado en investigaciones médicas cardíacas y de otro tipo. Los musgos muestran una gran diversidad en la morfología y anatomía de sus gametófitos y esporofitos. Debido a sus tamaños pequeños, es difícil diferenciar entre Rhodobryum roseum y sus adulterantes por métodos tradicionales. En particular, Rhodobryum roseum se confunde a menudo con Rhodobryum ontariense, y Plagiomnium actum, Plagiomnium maximoviczii y Mnium laevinarve de taxones estrechamente aliados..